# Brugklas: de tijd van m'n leven
Brugklas: de tijd van mijn leven is een Nederlandse film van Raymond Grimbergen die op 6 februari 2019 in première ging. Het is een zelfstandig verhaal, gebaseerd op de televisieserie Brugklas.

## Verhaal
Nola en Jesse hebben het uitgemaakt. Als Nola in de vijver geduwd wordt, denkt ze dat Boy dit gedaan heeft waarop ze hem terugpakt. Naar aanleiding daarvan mag ze niet mee op schoolkamp. 
Fenna grijpt deze gelegenheid aan om Jesse in te palmen en te proberen zijn vriendinnetje te worden. Nola is eigenlijk nog steeds verliefd op Jesse en ziet een relatie tussen Fenna en Jesse niet zitten. Als Boy tegen Nola vertelt dat niet hij, maar Fenna haar in het water heeft geduwd, bedenken ze een plannetje om Fenna terug te pakken. Onderweg naar het kamp in het invalidenwagentje van Nola's oma begint Nola te twijfelen of ze Jesse nog wel terug wil. Boy is eigenlijk nog helemaal zo slecht niet.

## Rolverdeling

### Hoofdrollen
| Acteur                | Rol   |
| --------------------- | ----- |
| Sterre van Woudenberg | Nola  |
| Julian Moon           | Boy   |
| Vincent Visser        | Jesse |
| Stefania Liberakakis  | Fenna |

### Bijrollen
| Acteur             | Rol              |
| ------------------ | ---------------- |
| Claire Veldkamp    | Jamie Folmers    |
| Sevcan Koçer       | Ebru             |
| Niek Roozen        | Max van Burghout |
| Janneke Kops       | Tanja de Jong    |
| Erik Plageman      | Leo Folmers      |
| Pieternel Bollmann | Rita             |
| May Hollerman      | Selma            |
| Rosanne Waalewijn  | Löis             |
| Mylène Waalewijn   | Maud             |
| Fleur Verwey       | Joy              |
| Britt Scholte      | Anouk            |
| Femke Meines       | Felien           |
| Daan Kruysifix     | Milan            |
| Else Talsma        | Steef van Dijk   |
| Dirk van der Pol   | Bart van Morselt |
| Jeremy Frieser     | Jeremy Frieser   |

## Ontvangst
De film ging op 6 februari 2019 in première in 113 bioscopen in Nederland. Binnen een tijd van drie weken wist de film meer dan 100.000 bezoekers naar de bioscoop te trekken, hierdoor werd hij onderscheiden met een Gouden Film.

## Trivia
- Opnames voor de film werden gedeeltelijk gemaakt in dierentuin Wildlands Adventure Zoo Emmen.[3]